# モード (物理学)
物理学においてモードとは、複数の振動子から成る状況を考えたときに、それぞれの振動子のことを指す言葉である。物理学の様々な場面で用いられる広い概念である。
英語のmodeには、「存在の仕方」、「存在の形態」などの意味がある。

## 基準振動
振動体における基準振動あるいは、基準振動を振動の様式に従って分類したものをモードという。一般に振動は、空間座標と時間についての複雑な関数であるが、これを分解すると振動数の異なる多くの単振動（または単振動と空間部分を表す三角関数の積）の重ね合わせとして表される。これらのひとつひとつが基準振動であって、振動の基準モードまたはノーマルモードという。この用語は、空洞や導波管中の電磁波についても用いられる。また多粒子系の振動においては、個々の構成粒子の振動の様式をモードと称することもある。

## 統計学におけるモード
統計学においては、分布の最高値に相当する変量の値で、最も頻度の多い変量のことをモードという。

## 引用
1. ↑  田崎晴明『統計力学Ⅰ』培風館〈新物理学シリーズ〉、2008年。ISBN 978-4-563-02437-6。